# Маклюков, Алексей Романович
Алексей Романович Маклюков (род. 19 сентября 1993, Воскресенск, Московская область) — российский и казахстанский хоккеист, защитник. Мастер спорта России (2025).

## Биография
Начал спортивную карьеру в 2008 году в клубе «Химик» (Воскресенск), в составе которого выступал в МХЛ в 2010—2013 годах. Затем в 2013—2017 годах играл за «Динамо» (Балашиха) в ВХЛ.

### Клубная карьера
Дебютировал в КХЛ в сезоне 2016/17 в составе московского «Динамо», набрав в 30 матчах 2 (0+2) очка.
В 2017—2021 годах выступал за казахстанский «Барыс», в составе которого провёл 208 матчей в регулярном чемпионате, набрав 45 (9+36) очков, и 20 матчей в плей-офф, набрав 1 (0+1) очко. Также в 2017—2019 годах выступал за «Номад».
В 2021 году перешёл в магнитогорский «Металлург», подписав контракт на 2 года. В апреле 2024 года стал обладателем Кубка Гагарина.

### Карьера в сборной
В 2012 году в составе молодёжной сборной России стал победителем Азиатского кубка вызова.
В 2018 году получил гражданство Казахстана. В составе сборной Казахстана принимал участие в Первом дивизионе чемпионата мира 2019 года, квалификационном отборе на зимние Олимпийские игры 2022 года, чемпионате мира 2021 года.
В апреле 2023 года появилась информация, что Маклюков и ещё три хоккеиста отказались от казахского паспорта в пользу российского.

## Достижения
- Обладатель Кубка Гагарина (2024)[7]
- Обладатель Кубка Петрова (2017)

## Семья
Летом 2018 года женился на российской фотомодели Ольге Кива. В январе 2019 года у пары родился сын.